# Мускета копненог обрасца
Мускета копненог обрасца (енгл. Land Pattern Musket), познатија под именом Смеђа Бес (енгл. Brown Bess), британска глаткоцевна мускета кремењача која је била основно оружје британске војске од 1720. до 1840. године.

## Карактеристике

### Кремењаче
Мускете копненог обрасца, са глатком цеви и табаном на кремен, биле су тако чврсте конструкције, једноставне за употребу и релативно поуздане, да су се задржале као основно пешадијско оружје британске армије од 20-их година 18. века до 40-их година 19. века. За пуњење мускете коришћени су унапред припремљени фишеци са барутом и куглом. Стрелац би натегао ороз мускете до пола, при чему би кочница закочила ороз у сигурносном положају, и подигао поклопац прашника за припалу. Затим би одгризао горњи део папирног фишека, усуо набој у цев, затим убацио остатак хатрије у цев и набио га шипком (арбијом). Потом би усуо мало барута из рога у прашник, спустио поклопац и натегао ороз до краја, чиме је мускета била спремна за дејство. Обзиром на споро пуњење (просечно око 1 метак у минуту), све војничке мускете овог типа биле су снабдевене тробридним бајонетом, бодежом троугластог профила. Бајонет се носио у кожној канији окаченој о појас када би се гађало на одстојању, док би се при очекивању борбе прса у прса натицао на пушчану цев, претварајући мускету у кратко копље за борбу изблиза. Уз то, кундак мускете био је окован месинганим потковом, тако да се у борби изблиза могло ударати кундаком, или у крајњој нужди пушка могла ухватити за цев и користити као батина.

### Каписларе
После 1842. већина ових мускета је преправљена у каписларе. Ово оружје остало је у употреби британске војске и њених колонија све до масовног увођења далеко прецизнијих изолучених пушака типа Енфилд после Кримског рата (1853-1856).

## Галерија
- Смеђа Бес индијског обрасца, из колекције Смитсоновског института.
- Табан на кремен приказан изблиза.
- Табан на кремен са натегнутим (горе) и опуштеним орозом (доле).
- Одговарајући бајонет троугластог сечива.
- Троугласто сечиво бајонета изблиза.
- Мускета копненог обрасца са табаном на капислу, прерађена од кремењаче после 1840.
- Спуштен ороз са затвореним прашником. Кремен недостаје.
- Ороз натегнут до пола, са отвореним прашником. Положај за пуњење мускете.
- Табан након опаљивања: ударац ороза би кременом огребао поклопац прашника и истовремено га отворио, сипајући сноп варница на припалу (барут) у чанку.
- Мускете са намештеним бајонетима из немачког музеја.
- Пуцање из мускете: јасно се види да је кремен упалио припалу у прашнику, али се главно пуњење у цеви још није упалило.

## Спољашњи извори
- Guns of Revolution: The History of the Land Pattern Brown Bess Muskets